# Dennis Bauer
Dennis Bauer (Coblenza, 18 de diciembre de 1980) es un deportista alemán que compitió en esgrima, especialista en la modalidad de sable.
Participó en los Juegos Olímpicos de Sídney 2000, obteniendo una medalla de bronce en la prueba por equipos (junto con Wiradech Kothny, Alexander Weber y Eero Lehmann). Ganó una medalla de bronce en el Campeonato Mundial de Esgrima de 2002, también por equipos.

## Palmarés internacional
| Juegos Olímpicos   | Juegos Olímpicos   | Juegos Olímpicos  | Juegos Olímpicos  |
| Año                | Lugar              | Medalla           | Prueba            |
| ------------------ | ------------------ | ----------------- | ----------------- |
| 2000               | Sídney (Australia) | Medalla de bronce | Sable por equipos |
| Campeonato Mundial |                    |                   |                   |
| Año                | Lugar              | Medalla           | Prueba            |
| 2002               | Lisboa (Portugal)  | Medalla de bronce | Sable por equipos |